# 拉季·哈比罗夫
拉季·法里托维奇·哈比罗夫（俄语：Радий Фаритович Хабиров，羅馬化：Radiy Färit ulı Xäbirov；1964年3月20日—），巴什科尔托斯坦共和国现任总统。他在2018年10月11日接替辞职的前总统鲁斯泰姆·哈米托夫，并于2019年9月19日经过投票选举，正式接替第三任该自治共和国总统一职。